# Csongrád (ancien comitat)
Csongrád est un ancien comitat de Hongrie.